# Siganus uspi
Siganus uspi là một loài cá biển thuộc chi Cá dìa trong họ Cá dìa. Loài cá này được mô tả lần đầu tiên vào năm 1974.

## Từ nguyên
Danh pháp uspi của loài cá này là từ viết tắt của Đại học Nam Thái Bình Dương (University of the South Pacific), nơi đã cung cấp cơ sở vật chất giúp cho cả hai tác giả tiến hành nghiên cứu các loài cá trong khu vực.

## Phạm vi phân bố và môi trường sống
S. uspi có phạm vi phân bố ở vùng biển Tây Thái Bình Dương. Đây là loài đặc hữu của Fiji, những ghi nhận của loài này ở New Caledonia có lẽ là nhầm lẫn. S. uspi ưa sống gần các rạn san hô ở độ sâu khoảng từ 3 đến 20 m.

## Môi trường sống bị đe dọa
Do sự phát triển gia tăng ở các khu vực ven biển khiến, cộng thêm việc bị đánh bắt nhằm mục đích buôn bán cá cảnh khiến cho số lượng của S. uspi dần suy giảm ở một số nơi trong phạm vi của chúng. Vì vậy, S. uspi được xếp vào danh sách các Loài sắp bị đe dọa.

## Mô tả
Chiều dài cơ thể tối đa được ghi nhận ở S. uspi là 25 cm. Cơ thể có màu nâu tía sẫm, ngoại trừ vây ngực, phần mềm của vây lưng và vây hậu môn, vây đuôi và phần thân sau có màu vàng tươi.
Số gai ở vây lưng: 13; Số tia vây ở vây lưng: 10; Số gai ở vây hậu môn: 7; Số tia vây ở vây hậu môn: 9; Số gai ở vây bụng: 1; Số tia vây ở vây bụng: 5.

## Sinh thái học
Cá trưởng thành và gần trưởng thành sống theo cặp, trong khi cá con lại sống thành đàn lớn. Chúng ăn chủ yếu các loại rong biển.